# Matthias Wasmuth
Matthias Wasmuth (* 29. Juni 1625 in Kiel; † 18. November 1688 ebenda) war ein deutscher Orientalist und lutherischer Theologe.

## Leben
Geboren als Sohn des Bürgers Georg Wasmuth, hat er die Schulen seiner Vaterstadt besucht. 1642 immatrikulierte er sich an der Universität Rostock. Jedoch die Kriegszeiten nötigten ihn, erst am 7. April 1649 an der Universität Wittenberg ein Studium der Artes liberalis zu absolvieren. So besuchte er die Vorlesungen in Rhetorik, sowie in Dichtkunst bei August Buchner, in den orientalischen Sprachen und Philosophie bei Andreas Sennert (1606–1689), Griechisch hörte er bei Johann Erich Ostermann (1611–1668) und Ethik bei Michael Wendler. Nebenher frequentierte er auch die theologischen Vorlesungen bei Abraham Calov und Johannes Meisner.
Am 14. Oktober 1651 hatte sich Wasmuth den akademischen Grad eines Magisters der Philosophie erworben. Er begab sich 1653 an die Universität Leipzig, wo er sich vor allem einem Studium der orientalischen Sprachen widmete. Auf einer sich anschließenden Bildungsreise nach Holland lernte er unter anderem die Gelehrten Jacobus Golius (1596–1667), Johannes Coccejus (1603–1669) und Georg Gentius (1618–1687) kennen, die seine Fähigkeiten in den orientalischen Sprachen erweiterten. Über Straßburg gelangte er nach Basel um Johannes Buxtorf d. J. (1599–1664) zu hören.
1657 wurde er fürstlicher Professor der Logik an der Universität Rostock, war im Sommersemester 1663, sowie 1664 Dekan der philosophischen Fakultät und 1665 Professor der orientalischen Sprachen in Kiel. Januar 1666 promovierte er in Kiel zum Doktor der Theologie, war ab 1672 außerordentlicher Professor und von 1675 ordentlicher Professor der Theologie an der Kieler Hochschule. Wasmuth war einer der bedeutendsten Hebraisten der lutherischen Spätorthodoxie und hatte die enge Verbindung der morgenländischen Dialekte, als eine neue Entdeckung zu beweisen versucht. Ebenfalls hat er sich in der Chronologie einen Namen erworben. Dabei stützte er seine Arbeit auf Astronomische Zusammenhänge. Sein Sohn Johann Georg Wasmuth (1658–1688) erlangte ebenfalls in der Wissenschaftswelt einen Namen.

## Familie
Wasmuth war zwei Mal verheiratet. Seine erste Ehe schloss er 1658 in Rostock mit Dorothea († 1670), der Tochter des Rostocker Professors für Theologie Johann Tarnow (1586–1629). Aus der Ehe stammen drei Söhne und zwei Töchter. Da die beiden Töchter und ein Sohn jung verstarben, hinterließen nur die Söhne Johann Georg Wasmuth (* 16. November 1658 in Rostock; † 26. April 1688 in Kiel, studierte in Kiel, 1680 Mag. phil, Prof. der Homiletrik (Predigtkunst) an der Universität Kiel, verh. 1687 mit Agathe Oldermann) und Matthias Wasmuth († 1693 in Kiel, studierte Medizin in Leipzig, 1691 Dr. med. Universität Leiden) weitere Spuren. Seine zweite Ehe schloss er 1671 mit Gertrud, Tochter des Archidiakons an der Hauptkirche St. Peter in Hamburg M. Sigismund Schellhammer. Die Ehe blieb kinderlos.

## Werkauswahl
1. Grammatica Arabica. Amsterdam 1654 (Digitalisat)
2. Panegyricus Friderico duci Slesvici dictus. Schleswig 1655
3. Vindiciae S. Hebraeae scripturae. 3. Teile Rostock 1664, Kiel 1669, Leipzig 1713 (Digitalisat)
4. Disputatio inauguralis, de illustrioribus quibusdam controversiis theologicis, didacto-exegeticis. Kiel 1666 (Digitalisat)
5. Grammatica Hebraea, nova ac singulari facilitate, 50 regulis, omnia & singula compendiose simul & absolutissime sic complexa, ut exinde Lingua S. brevi temporis spacio, facile etiam proprio Marte, addisci perfecte possit, nec aliis praeterea grammaticis aut informatione sit opus. Kiel 1666 (Digitalisat), 1669, Leipzig 1691, Leipzig 1692 (Digitalisat), Leipzig 1695, Leipzig 1714.
6. Hebraismus facilitati & integritati restitutus. Kiel 1666 (Digitalisat), 1671, Kiel 1674 (Digitalisat), Kiel 1675 (Digitalisat), Leipzig 1693 (Digitalisat), Leipzig 1695 (Digitalisat), Leipzig/Frankfurt 1714 (Digitalisat)
7. Smegma Hebraeum defricans pudendam barbariem, invectam nuperis quorundam falsis assertionibus, partim linguae sanctae studium non esse necessarium Presbyteris ecclesiae partim textus Hebraei litteras & puncta non gaudere authentica origine, nec incorrupta integritate partim accentuum ministerium vel nullum vel incertum esse. Kiel 1666
8. Programma, quo ... ad panegyrin Hebraeo-oratoriam, ... a ... viro juvene, Dn. Thoma Trostio, Lubec. ... invitat; eodemque simul, nuperis quorundam in & extra Germaniam clariss. virorum de Hebraismo & divinae accentuationis principio, praeconceptis opinionibus ac judiciis, tam perniciosis, quam prorsus erroneis, denuo occurrit, Matthias Wasmuth. Kiel 1666 (Digitalisat)
9. Institutio methodica accentuationis Hebraeae, solidae perfectioni & evidentiae restitutae. Kiel 1664 (Digitalisat), 1669?, Leipzig 1694
10. Defensio doctrinae accentuum biblicorum. Kiel 1670
11. Janua Hebraismi noviter aperta. Kiel 1670
12. (mit Christian Raue:) Literae circulares Wegen Errichtung eines Collegii Orientalis, Zu Auffnamb und propagation der Orientalischen Sprachen und Studien/ und darinn Auffbringung solcher Subjectorum, Die zufoderst zu unserer eigenen Kirchen und Academien hohen Nutzen/ dann auch (da es gelegenheit durch GOttes Gnade geben solte) künfftig zu Fortpflanzung der wahren Christlichen Religion, zu gebrauchen sein möchten. Kiel 1670 (Digitalisat)
13. Idea restitutae astronomicae chronologiae. Kiel 1670, VD17 7:705218X
14. Propheta Obadias Rabbinicus & Hebraeis literis cum accentuatione. Jena 1678
15. Proposito nova ad summates orbis Christiani de emendatione s. reunione styli Calend. loco duplicis Juliani & Gregoriani. Kiel 1683
16. Beste Mittel Zu Bekehrung der Jüden: Daß ist Kurtzer und Klarer Beweiß Auß der heiligen Göttlichen Schrifft des Alten Testaments / I. Von dem wahren Dreyeinigen GOtt: II. Von dem einigen wahren Messia Christo Jesu. Kiel 1685 (Digitalisat), Frankfurt/Leipzig 1694 (Digitalisat)
17. Ad Christinam, Suecorum reginam augustam epistola de novi operis astro-chronologici auspicali tabula summaria, sive janua mundi, Christianae sumptibus aperta, atque hinc rite praestanda calendarii emendatione universali. Kiel 1686, 1689
18. Annalium caeli & temporum restitutorum sive operis astro-chronologici cum novis tabulis motuum perpetuis & organo revolutionum harmonico ab orgine mundi sciagraphia rerum & ordinis. Kiel 1686 (1684?)
19. Neuer Astronomischer Hauptschlüssel aller Zeiten der Welt so wohl der Vergangenen als Künfftigen. Kiel 1686
20. Breviarium universae restitutionis calendalis. Kiel 1687
  1. ndl. Übs.: Een kort begryp vande algemeene herstelling des tyds. Den Haag 1689 (Digitalisat)
21. Disputationes teologico exegeticae. Darin enthalten:
  1. De Jehova. Kiel 1670
  2. De integritate & authentia hebraeorum fontium.
  3. De Excussione Spiritus.
  4. De illustribus quibusdam controversiis theologicis didactio exegetticis.
  5. De usu philologiae sacrae ebraeo in theologia exegetico polemica. u. s. w.

### Hinterlassene Handschriften
1. Compendium Hebraismi restituti.
2. Horologicum Hebraeum.
3. Lexicon Hebraeo-mnemonicum.
4. Chaldaismus & Syriasmus, sive grammatica Chaldaeo-Syrica.
5. Tractatus novi operis astro-chronologici praelintinares.
6. Commentarius in tabulas operis astronomico-chronologicarum in demonstranda vera locorum longitudine.